# Araneus koepckeorum
Araneus koepckeorum är en spindelart som beskrevs av Levi 1991. Araneus koepckeorum ingår i släktet Araneus och familjen hjulspindlar.
Artens utbredningsområde är Peru. Inga underarter finns listade i Catalogue of Life.